# Marie-Françoise Baslez
Marie-Françoise Baslez, née le 5 mai 1946 à Angers et morte le 29 janvier 2022 à Paris, est une universitaire et historienne française.
Spécialiste du judaïsme hellénisé et du christianisme ancien, des persécutions religieuses ainsi que des questions sociales des périodes hellénistique et romaine, elle a enseigné à l'université Paris IV-Sorbonne.

## Biographie
Marie-Françoise Baslez, née Garnier le 5 mai 1946 à Angers, fait ses classes préparatoires à Versailles avant d'être reçue comme élève de l'École normale supérieure de jeunes filles en 1966. Agrégée d'histoire, elle mène sa thèse, portant sur les Étrangers à Délos, sous la direction de l'helléniste André Laronde. Elle enseigne ensuite près de quinze ans à l’École normale, puis dans les universités de Rennes-II et de Paris-Est (Créteil) avant d'être élue professeure à la Sorbonne où elle enseigne le christianisme antique.
Ses travaux portent sur le christianisme ancien, les romans grecs et l’histoire du judaïsme de langue grecque, plus spécialement sur les questions sociales des périodes hellénistique et romaine, accordant une grande importance à la documentation épigraphique. Elle s'applique notamment à l'analyse des relations entre hellénisme et judaïsme, depuis la traduction de la Septante jusqu'à l'émergence du christianisme. Elle étudie les interactions entre les religions du monde gréco-romain, s'intéressant particulièrement au phénomène de la violence religieuse et des persécutions ainsi qu'aux structures de communautés religieuses.
Membre de l’Association catholique française pour l'étude de la Bible (ACFEB), elle a publié de nombreux ouvrages et articles, a participé à divers ouvrages collectifs et a édité Les premiers temps de l'Église pour les éditions Gallimard/Le Monde de la Bible. Elle a aussi animé un séminaire à l'École normale supérieure de la rue d'Ulm consacré aux « Religions et sociétés dans le monde gréco-romain ».
Marie-Françoise Baslez meurt à Paris le 29 janvier 2022, à l'âge de 75 ans,.

## Principales publications
On pourra trouver une bibliographie exhaustive des travaux de Marie-Françoise Baslez jusqu'en 2016 dans la revue Pallas no 104.

### Ouvrages
- L'étranger dans la Grèce antique, Paris, Les Belles Lettres, 1984, 412 p. (ISBN 978-2-251-33805-7, présentation en ligne, lire en ligne)
- Saint Paul, Paris, Librairie Arthème Fayard, coll. « Pluriel », 2012 (1re éd. 1991), 512 p. (ISBN 978-2-8185-0263-1, présentation en ligne)
- Bible et histoire : Judaïsme, hellénisme, christianisme, Paris, Gallimard, coll. « Folio histoire », 1998 (ISBN 2-07-042418-9), p. 496
- Les sources littéraires de l'histoire grecque, Paris, Armand Colin, coll. « U », 2003, 255 p. (ISBN 978-2-200-25952-5, présentation en ligne)
- Marie-Françoise Baslez, Histoire politique du monde grec antique, Paris, Armand Colin, 2004, 320 p. (ISBN 978-2200341152, présentation en ligne)
- Les persécutions dans l'Antiquité : Victimes, héros, martyrs, Librairie Arthème Fayard, 2007 (ISBN 978-2-213-63212-4)
- « Écrire l'histoire à l'époque du Nouveau Testament », Cahiers Évangile, Paris, Cerf, vol. Supplément, no 142,‎ décembre 2007 (ISSN 0222-9714)
- Saint Paul  : Artisan d'un monde chrétien, Paris, Fayard, 2008, 468 p. (ISBN 978-2-213-63723-5)
- Comment notre monde est devenu chrétien, Paris, CLD, 2008, 224 p. (ISBN 978-2-85443-529-0, présentation en ligne)
- Les Premiers bâtisseurs de l'Église : Correspondances épiscopales (IIe – IIIe siècles), Paris, Fayard, coll. « Histoire », 2016, 304 p. (ISBN 978-2-213-67287-8, présentation en ligne)
- Jésus : Dictionnaire historique des évangiles, Paris, Omnibus, 2017, 968 p. (ISBN 978-2258136311)
  - Jésus : Dictionnaire historique des évangiles, Editions Tallandier, coll. « Poche », 2020, 300 p. (ISBN 979-1-0210-4040-3)
- Comment les chrétiens sont devenus catholiques : I er-Ve siècles, Paris, Tallandier, 2019, 320 p. (ISBN 979-10-210-1370-4, présentation en ligne)
- L’Église à la maison : Histoire des premières communautés chrétiennes (Ier-IIIe siècle), Mulhouse, Salvator, 2021, 208 p. (ISBN 978-2-7067-2115-1)

### Ouvrages collectifs
- Marie-Françoise Baslez, Philippe Hoffmann, et Monique Trédé, Études de littérature ancienne. Tome 4, Le monde du roman grec et Études de littérature ancienne. Tome 5, L'invention de l'autobiographie, Paris, éd. Presses de l'École normale supérieure, 1992
- Jean-Marie André et Marie-Françoise Baslez, Voyager dans l'Antiquité, Paris, Fayard, 1993, 594 p. (ISBN 978-2-213-03097-5, présentation en ligne)
- Marie-Françoise Baslez (dir.), L'Orient méditerranéen de la mort d'Alexandre au Ier siècle avant notre ère : Anatolie, Chypre, Égypte, Syrie, collectif, Paris, éd. du Temps, 2003
- Marie-Françoise Baslez (dir.), L'Orient hellénistique, 323-55 av. J.-C., Paris, éd. Atlande, 2004
- Marie-Françoise Baslez (Textes présentés par), Les premiers temps de l'Église, Gallimard, coll. « Folio histoire », 2004 (ISBN 978-2-07-030204-8)
- Marie-Françoise Baslez, Françoise Prévot (dir.), Prosopographie et histoire religieuse (Actes du colloque tenu en l'Université Paris XII-Val-de-Marne les 27 & 28 octobre 2000), Paris, éd. De Boccard, 2005
- Marie-Françoise Baslez, Didier Nourrisson, Michel-Yves Perrin, Abdelkader Belbahri (dir.), Le barbare, l'étranger : images de l'autre (Actes du colloque organisé par le CERHI : Saint-Étienne, 14 et 15 mai 2004), Saint-Étienne, éd. Publications de l'Université de Saint-Étienne, 2005
- Marie-Françoise Baslez (dir.), Dieu(x) et hommes : histoire et iconographie des sociétés païennes et chrétiennes de l'Antiquité à nos jours : mélanges en l'honneur de Françoise Thelamon, Rouen, éd. Presses universitaires de Rouen et du Havre, 2005
- Marie-Françoise Baslez (dir.), Économie et sociétés Grèce ancienne, Paris, éd. Atlande, 2007
- Marie-Françoise Baslez (dir.), Marie-Christine Marcellesi, Isabelle Pernin, Alexandre Avram et Eric Perrin-Saminadayar, Économies et sociétés en Grèce ancienne 478-88, Paris, Atlande, 2007, 507 p. (ISBN 978-2350300511)
- Marie-Françoise Baslez, André Encrevé, Rémi Fabre et Corinne Péneau (dir.), Guerre juste, juste guerre : les justifications religieuses et profanes de la guerre de l'Antiquité au XXIe siècle, Paris, éd. Université Paris-Est Créteil, 2013
- Marie-Françoise Baslez (dir.), Chrétiens persécuteurs : Destructions, exclusions, violences religieuses au IVe siècle, Albin Michel, coll. « Bibliothèque Histoire », 2014 (ISBN 978-2-226-25376-7)
- Marie-Françoise Baslez (dir.) et Olivier Munnich (dir.), La mémoire des persécutions : Autour des livres des Maccabées, Paris-Louvain, Peeters, coll. « Revue des Études juives » (no 56), 2014, 406 p. (ISBN 978-2-7584-0222-0)
- Marie-Françoise Baslez et Christian-Georges Schwentzel (dir.), Les dieux et le pouvoir : aux origines de la théocratie, Rennes, éd. Presses universitaires de Rennes, 2016
- Régis Burnet et Marie-Françoise Baslez, « Des concurrents au christianisme ? : Les cultes polythéistes de l'Empire romain », Cahiers Evangile, Cerf, vol. Supplément, no 180,‎ juin 2017 (ISSN 0222-9714)

## Distinctions
- 1992 : Prix Diane-Potier-Boès[9] ;
- 2007 : Prix Chateaubriand[10] ;
- 2017 : Prix Millepierres[11].